# Copa Constitució 2018
La Copa Constitució 2018 fue la 26.ª edición de la Copa Constitució. El torneo comenzó el 21 de enero de 2018 y finalizó el 20 de mayo de 2018. El equipo campeón garantizó un cupo en la primera ronda preliminar de la Liga Europa 2018-19.
FC Santa Coloma conquistó su 10º título tras ganar en la final al Sant Julià por un marcador de 2-1.

## Formato
La Copa Constitució 2018 fue disputada por doce clubes.
| Ronda            | Fecha(s)            | Número de partidos | Equipos |
| ---------------- | ------------------- | ------------------ | ------- |
| Primera ronda    | 21 de enero de 2018 | 4                  | 12 → 8  |
| Cuartos de final | 28 de marzo de 2018 | 4                  | 8 → 4   |
| Semifinales      | 4 de abril de 2018  | 2                  | 4 → 2   |
| Final            | 20 de mayo de 2018  | 1                  | 2 → 1   |

## Primera ronda
Ocho equipos compitieron en esta instancia. Los partidos se jugaron el 21 de enero de 2018.
| Local                     | Resultado          | Visitante                   | Fecha       | Estadio                          |
| ------------------------- | ------------------ | --------------------------- | ----------- | -------------------------------- |
| UE Santa Coloma (1)       | 9 − 0              | FS La Massana (2)           | 21 de enero | Centre d'Entrenament de la FAF 1 |
| Penya Encarnada (1)       | 1 − 1 (3−1) (pen.) | Ordino (2)                  | 21 de enero | Centre d'Entrenament de la FAF 1 |
| Encamp (1)                | (pró.) 6 − 3       | CE Carroi (2)               | 21 de enero | Centre d'Entrenament de la FAF 1 |
| Inter Club d'Escaldes (1) | 2 − 0              | Atlètic Club d'Escaldes (2) | 21 de enero | Centre d'Entrenament de la FAF 1 |

## Cuartos de final
Cuatro equipos más se sumaron a la competición en esta instancia. Los partidos se jugaron el 14 de marzo de 2018.
| Local                     | Resultado          | Visitante           | Fecha       | Estadio                          |
| ------------------------- | ------------------ | ------------------- | ----------- | -------------------------------- |
| UE Santa Coloma (1)       | 1 − 2              | Lusitanos (1)       | 14 de marzo | Centre d'Entrenament de la FAF 1 |
| Penya Encarnada (1)       | 0 − 3              | FC Santa Coloma (1) | 14 de marzo | Centre d'Entrenament de la FAF 1 |
| Encamp (1)                | 0 − 1              | Sant Julià (1)      | 14 de marzo | Centre d'Entrenament de la FAF 1 |
| Inter Club d'Escaldes (1) | 2 − 2 (8−7) (pen.) | Engordany (1)       | 14 de marzo | Centre d'Entrenament de la FAF 1 |

## Semifinales
Cuatro clubes compitieron en las semifinales. Los partidos se jugaron el 4 de abril de 2018.
| Local                     | Resultado | Visitante           | Fecha      | Estadio                          |
| ------------------------- | --------- | ------------------- | ---------- | -------------------------------- |
| Inter Club d'Escaldes (1) | 0 − 1     | Sant Julià (1)      | 4 de abril | Centre d'Entrenament de la FAF 1 |
| Lusitanos (1)             | 1 − 2     | FC Santa Coloma (1) | 4 de abril | Camp de Futbol Prada de Moles    |

## Final
El partido final se jugó el 20 de mayo de 2018.
| Local           | Resultado | Visitante  | Fecha      | Estadio          |
| --------------- | --------- | ---------- | ---------- | ---------------- |
| FC Santa Coloma | 2 − 1     | Sant Julià | 20 de mayo | Estadio Nacional |

| Campeón: FC Santa Coloma 10º título |

## Goleadores[4]
| Jugador                   | Club            | Goles |
| ------------------------- | --------------- | ----- |
| Joan Salomo Tellez        | UE Santa Coloma | 3     |
| José Rafael Martins Alves | Encamp          | 3     |